# Авиокатастрофа край Кривина
Катастрофата на пътническия самолет „Туполев Ту-134“ на авиокомпания „Балкан“ става край с. Кривина, област София на 10 януари 1984 година. Загиват 50 души – всички, намирали се на борда.

## Самолет
„Ту-134А“ с бордови номер LZ-TUR (заводски: 4352308, сериен: 23-08) е произведен от Харковския авиационен завод през 1974 година и през май същата година е предаден на българския национален авиопревозвач „Балкан“. Пътническият капацитет на неговия салон е 72 места.

## Полет
Самолетът изпълнява полет по редовната пътническа авиолиния по маршрут Берлин – София. На борда му се намират 5 членове на екипажа с командир Кирил Велинов и 45 пътници. В пилотската кабина влиза проверяващ от Държавната въздухоплавателна инспекция, който освобождава втория пилот и заема неговото място. Полетът протича без отклонения.
При подхождането към летище София самолетът попада в снежна буря и командирът решава да се насочи към запасно летище, но между него и проверяващия се провежда следният разговор (съгласно записващото устройство):
Проверяващият е непреклонен и командирът се подчинява. При опит за заход към пистата самолетът се оказва на 80-100 метра от земята, закача далекопровод, губи скорост и се забива в земята на около 4 километра от пистата, като от триенето при влаченето по земята се запалва. Пристигналите аварийни служби започват да гасят пожара, но с прах (открит после в дробовете на пътниците), а не с пяна.

## Причини
Разследващата комисия определя, че вината е на загиналия екипаж. В авиокомпанията са извършени масови уволнения и в течение на денонощие са уволнени около 850 служители.